# ヘレン・スタントン
ヘレン・スタントン（Helene Stanton, 1925年11月4日 - 　2017年6月7日）は、アメリカ合衆国の女優である。出生名エレノア・スタンズベリ（Eleanor Stansbury）。

## 人物・来歴
1925年（大正14年）11月4日、ペンシルベニア州フィラデルフィアに生まれる。
1949年（昭和24年）7月14日、すでに1943年（昭和18年）に満48歳で映画界を引退していたサイレント映画時代のハリウッドスター、ケネス・ハーラン（当時満53歳）と、満23歳で結婚する。30歳年上の夫ハーランにとってはこれが7度目の結婚で、ヘレンにとっては初婚であった。結婚生活は4年しか続かず、1953年（昭和28年）12月28日、ハーラン満58歳、ヘレン満28歳で離婚する。
ヘレンが本格的に映画に役を得るのは、ハーランとの離婚後の1955年（昭和30年）、ジョセフ・H・ルイス監督の『ビッグ・コンボ』である。『スター誕生』や『ハイウェイ・パトロール』といったテレビ映画にも1話のみのゲスト出演をしたが、1957年（昭和32年）4月11日に公開された映画 Four Girls in Town を最後に満31歳で引退、同年5月19日、同い年の医学博士モートン・ピンスキーと結婚する。前夫ハーランも同年9月20日に8度目の結婚をしている。
1958年（昭和33年）9月4日、カリフォルニア州パサデナで、子息でのちにラジオ・テレビにも出演することになる医学者ドリュー・ピンスキーを出産する。モートン・ピンスキー博士との間にはもう1児をもうけた。
2009年（平成21年）10月21日、夫モートンと死別する。
2017年(平成29年)6月死去。

## フィルモグラフィ
すべて出演作である。
- 『ビッグ・コンボ』 The Big Combo : 監督ジョセフ・H・ルイス、1955年 - 出演・役 Rita
- New Orleans Uncensored : 監督ウィリアム・キャッスル、1955年 - 出演・役 Alma Mae
- Jungle Moon Men : 監督チャールズ・S・グールド、1955年 - 出演・役 Oma
- 『スター誕生』 Four Star Playhouse, その1作 Broken Journey : 監督テイ・ガーネット、テレビ映画、1955年 - 出演・役 Maybelle
- Sudden Danger : 監督ヒューバート・コーンフィールド、1955年 - 出演・役 Vera
- 『海底1万リーグからの妖獣』 The Phantom from 10,000 Leagues : 監督ダン・ミルナー、1955年 - 出演・役 Wanda
- 『ハイウェイ・パトロール』 Highway Patrol, 第31話 Blast Area Copter : 監督ルー・ランダース、テレビ映画、 1956年 - 出演・役 Marge
- Four Girls in Town : 監督ジャック・シャー、1957年 - 出演・役 Rita Holloway

## 関連事項
- ドリュー・ピンスキー  （en:Drew Pinsky）
- ウィリアム・キャッスル （en:William Castle）

## 註
1. 1 2 3 4 5 6 7 8 9 10 11  Helene Stanton, Internet Movie Database （英語）, 2010年6月16日閲覧。
2. 1 2 3  Kenneth Harlan - IMDb（英語）, 2010年6月16日閲覧。
3. ↑  California Birth Index, 1905-1995. Center for Health Statistics, California Department of Health Services, Sacramento, California. At Ancestry.com
4. ↑  Drew Pinsky - IMDb（英語）, 2010年6月16日閲覧。